# Вольєр

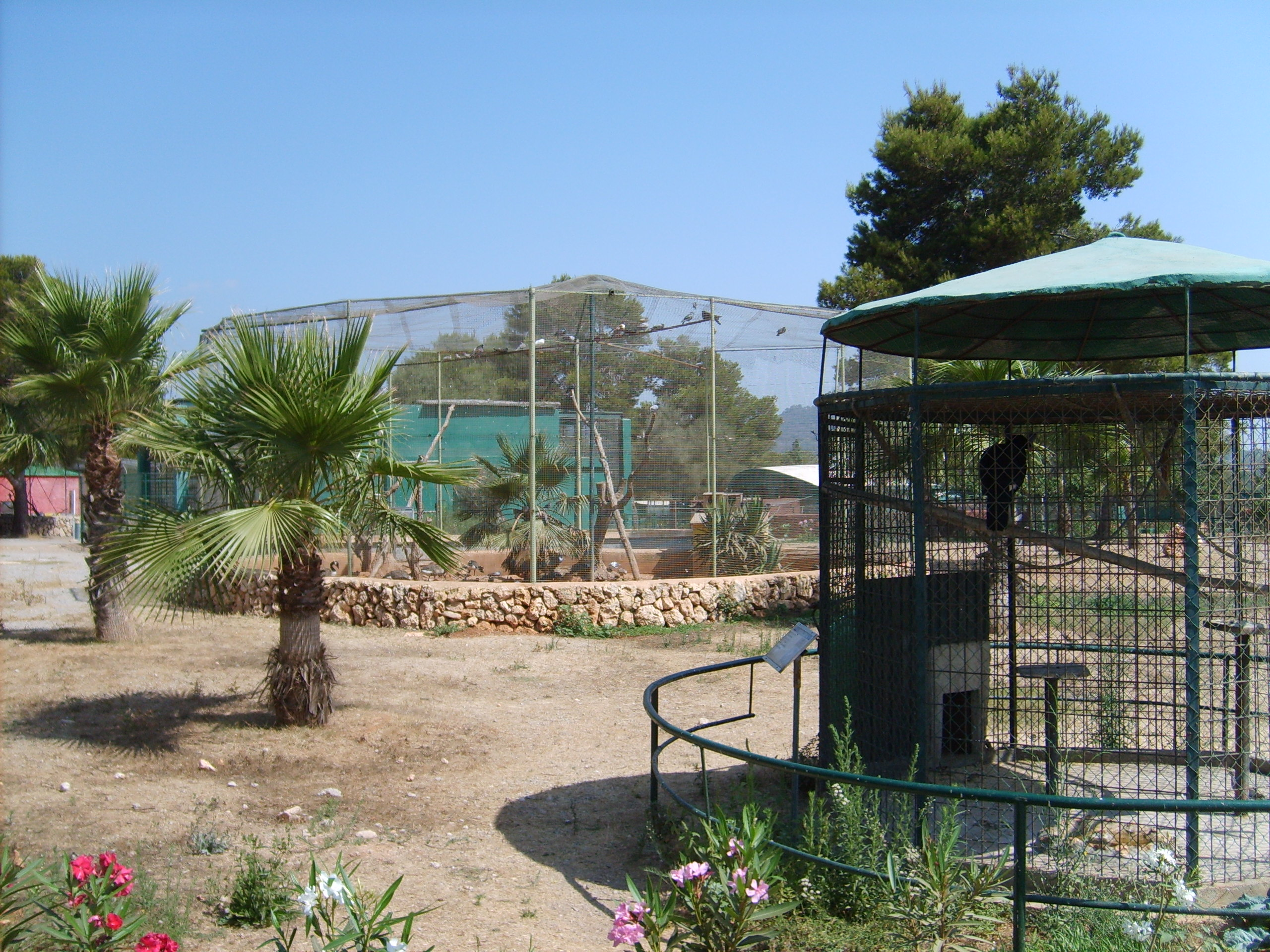
Вольєри зоопарку Кома, Майорка, Іспанія.

Вольє́р, також вольє́ра (від фр. volière — «пташник для декоративних птахів», «споруда для напіввільного утримання птахів у саду») — навмисне ізольований майданчик з дахом або відкритий, організований для напіввільного утримання дрібних тварин чи копитних на вільному повітрі. Може мати домівки для птахів, кролів чи зайців, собак, прихистки для рятування оленів, антилоп, диких кіз від спеки чи негоди. В Голландії деякі зоопарки великих міст розміщають у вольєрах навіть свійських тварин для досить близького (але безпечного) знайомства з ними дітей.
Вольєр може мати штучні ставки, місця для постійного годування тварин, його прибирання й очищення, при урахуванні безпеки для співпрацівників.

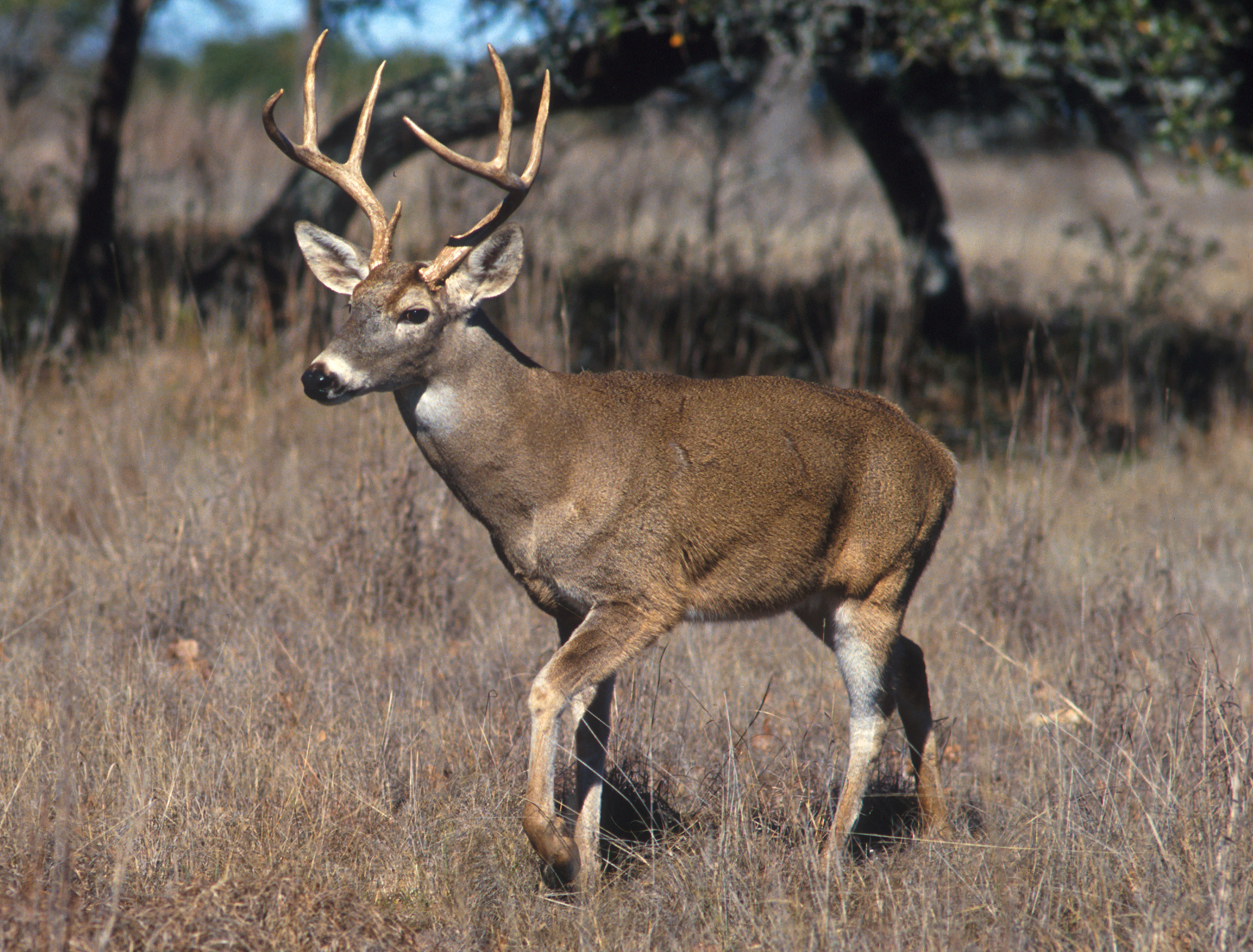
Олень марал.

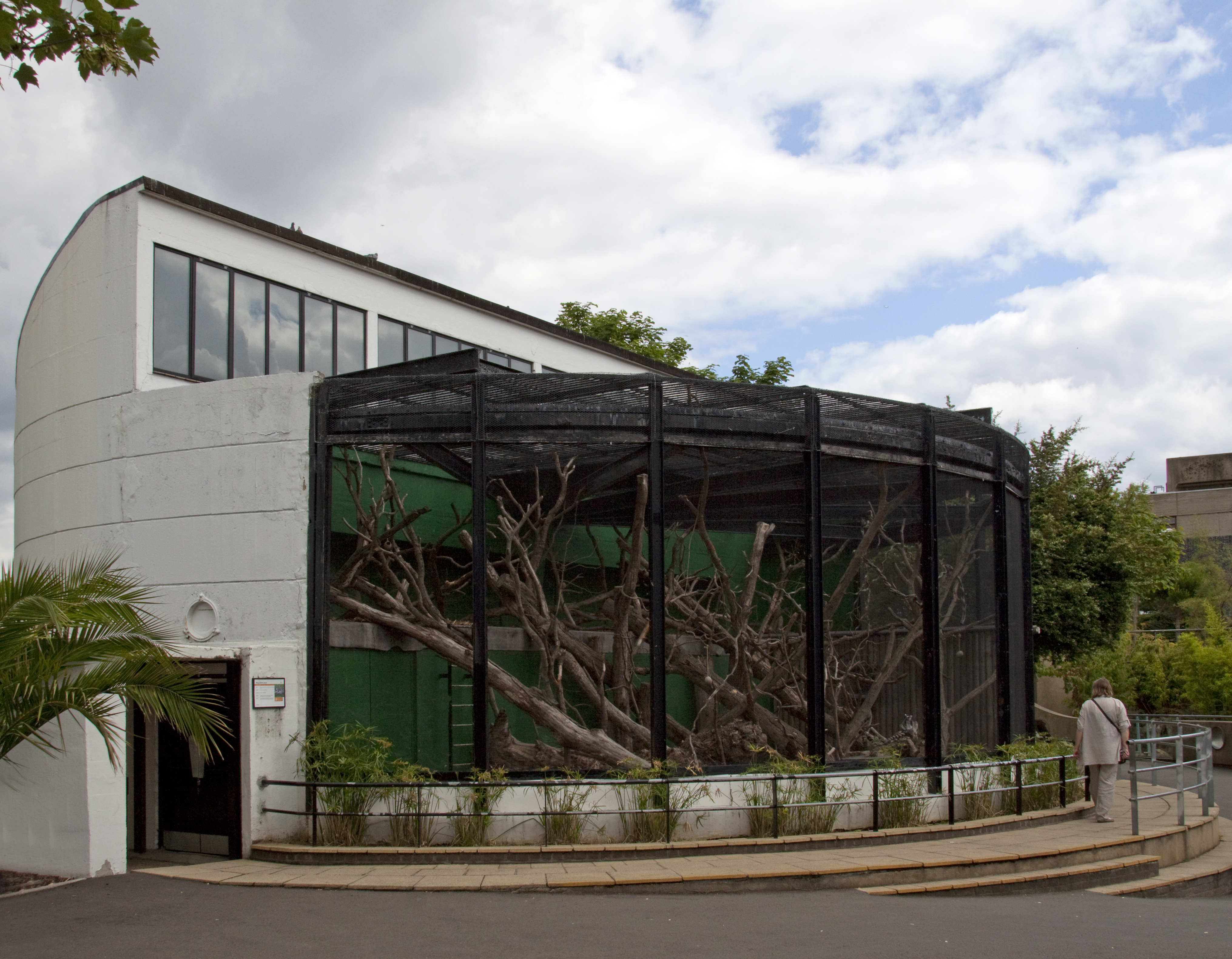
Будинок горил з вольєром, Зоопарк, Лондон.
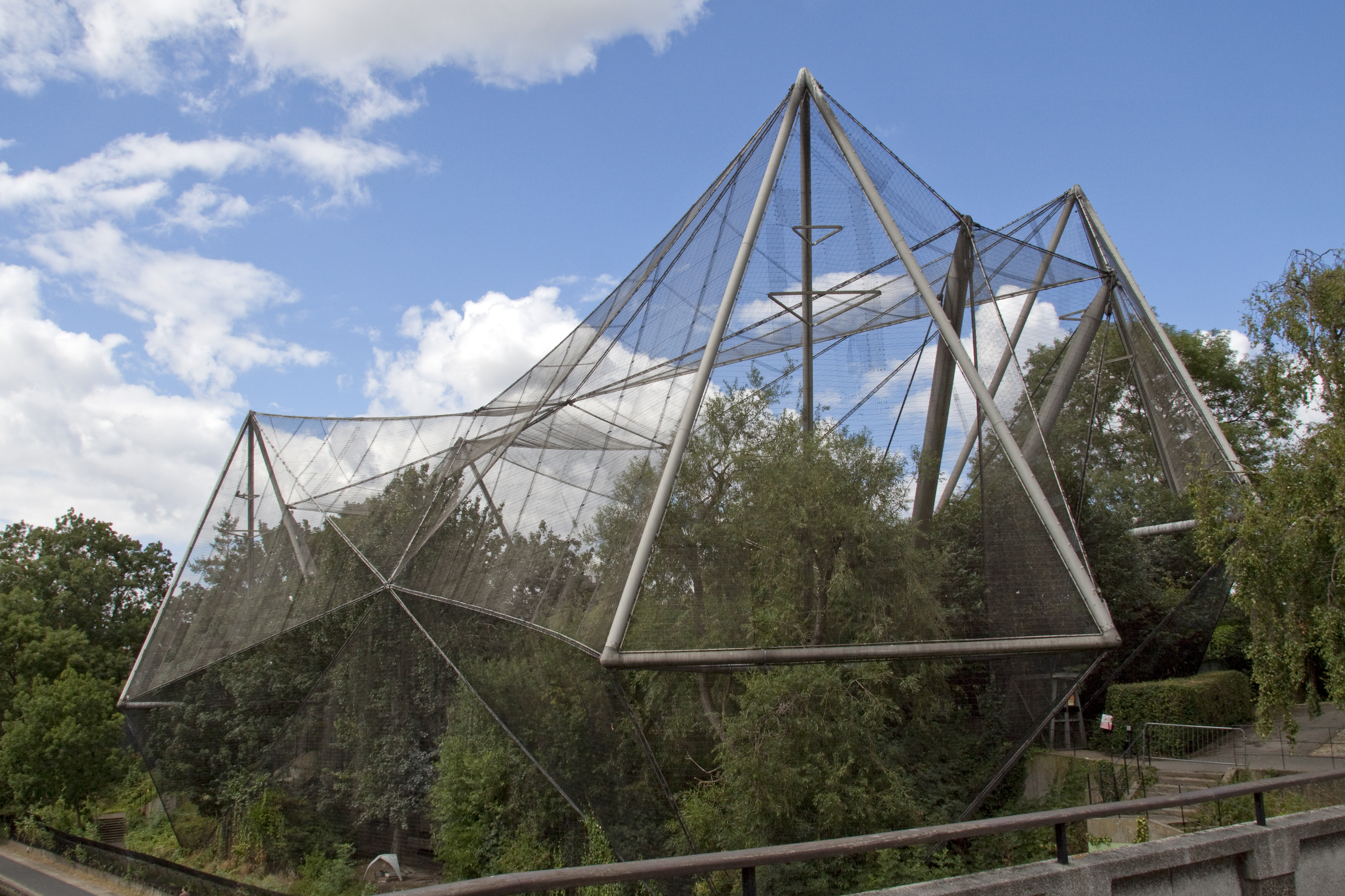
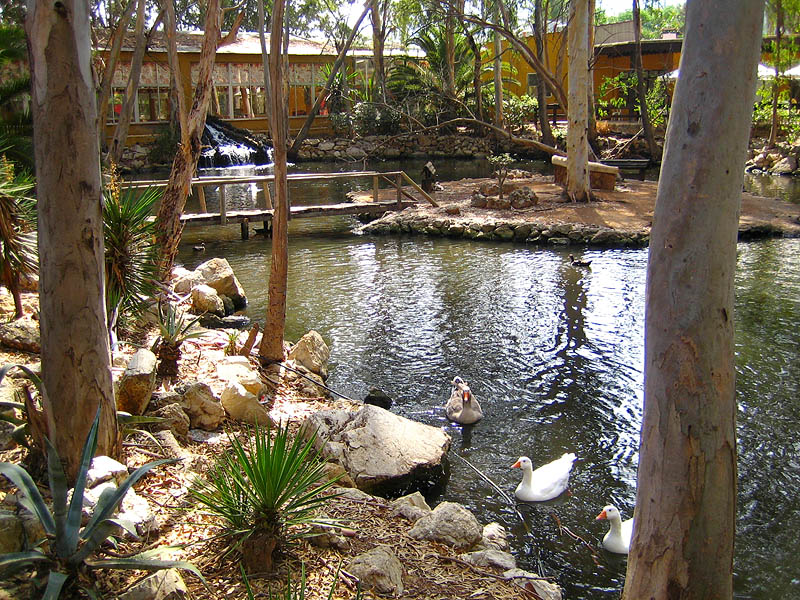
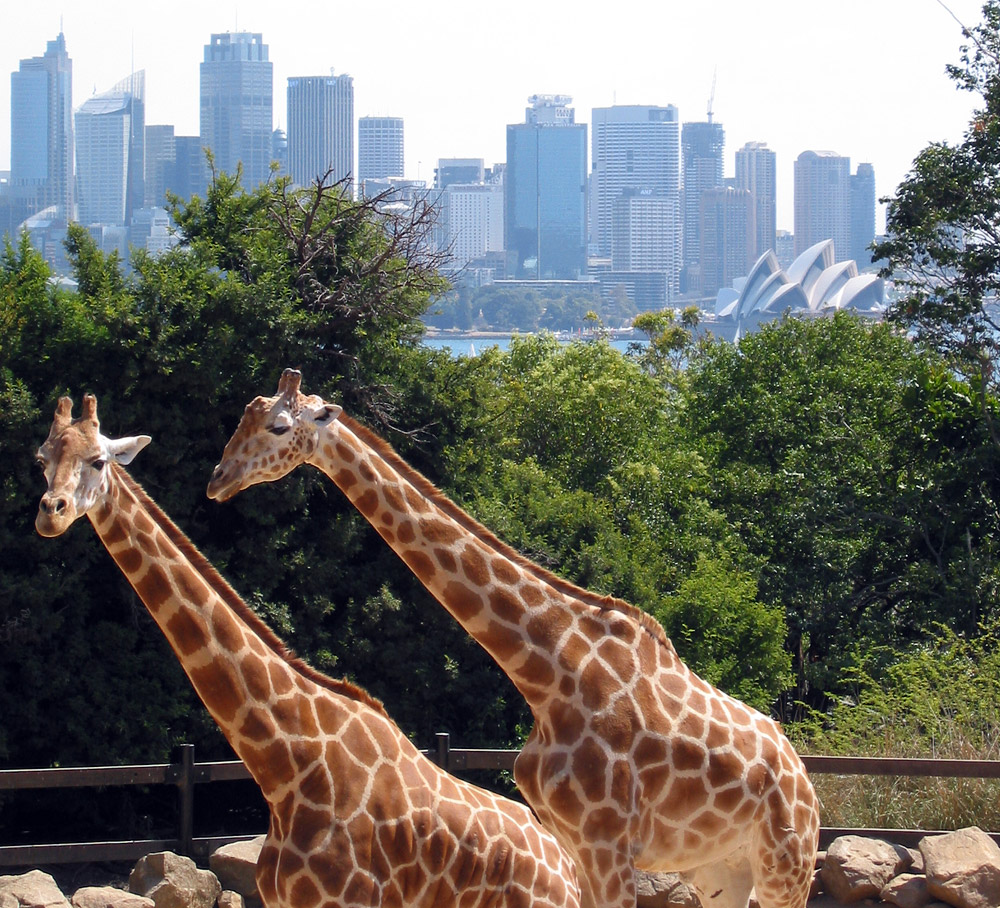
Зоопарк Таронга, вольєр для жирафів, Сідней.